# Tomislav Pucar
Tomislav Pucar, né le 26 janvier 1996 à Pula, est un pongiste croate.

## Biographie
Il est sacré champion d'Europe espoir en 2017 en s'imposant en finale contre Dang Qiu.
Il remporte une médaille de bronze en par équipes aux Championnats d'Europe 2014 et une médaille de bronze en simple aux Jeux européens de 2019. Cette dernière lui permet de se qualifier directement aux Jeux olympiques 2020 à Tokyo.
Il termine quatrième du Top 16 européen en 2020 après sa défaite contre Robert Gardos.
Il signe en juin 2020 avec Liam Pitchford dans le club russe de l'UMMC.
Il décroche son premier titre en simple de champion de Croatie en 2022 après cinq finales perdues.